# Cuticle tantei Inaba
Cuticle tantei Inaba (jap. キューティクル探偵因幡 Kyūtikuru tantei Inaba) – manga autorstwa Mochi, publikowana na łamach magazynu „Gekkan GFantasy” wydawnictwa Square Enix od sierpnia 2007 do stycznia 2017. Adaptacja anime była emitowana od stycznia do marca 2013.

## Fabuła
Historia skupia się wokół Hiroshiego Inaby, sztucznie stworzonej istoty przez skrzyżowanie genów człowieka i wilka. Inaba jest prywatnym detektywem, który prowadzi swoje biuro z pomocą swojego sekretarza, Yūty i jego względnie „normalnego” nastoletniego pomocnika Keia. Fabuła skupia się głównie wokół gangu próbuje aresztować Don Valentina. Głównym wrogiem Hiroshiego jest Don Valentino, kierujący wszystkim z ukrycia mroczny kozioł, który dosłownie pożera pieniądze.

## Manga
Seria była publikowana w magazynie „Gekkan GFantasy” od 18 sierpnia 2007 do 18 stycznia 2017. 18 marca 2017 w tym samym magazynie ukazał się również rozdział specjalny. Wydawnictwo Square Enix zebrało rozdziały mangi w 19 tankōbonach, wydawanych od 27 marca 2008 do 27 czerwca 2017.

## Anime
Na podstawie mangi powstał telewizyjny serial anime, który emitowano od 4 stycznia do 22 marca 2013. Za produkcję odpowiadało studio Zexcs, a za reżyserię Susumu Nitsukawa. Motywem otwierającym jest „Haruka, nichijō no naka de” (jap. 遥か、日常の中で) autorstwa Jun’ichiego Suwabe, natomiast końcowym „Prima Stella” (jap. プリマ・ステラ Purima sutera) autorstwa Tōru Ōkawy.